# Henric Vougt
Johan Henric Vougt, född 24 november 1820 i Östra Vingåker, Södermanlands län, död 8 mars 1881 på Konradsberg i Stockholm, var en svensk kamrerare och politiker. Han var riksdagsman för borgarståndet i Nyköping och Södertälje vid ståndsriksdagen 1865–1866. Han var senare ledamot av andra kammaren.